# Aspitates crassesignata
Aspitates crassesignata là một loài bướm đêm trong họ Geometridae.